# Hydropsyche discreta
Hydropsyche discreta är en nattsländeart som beskrevs av Bo Tjeder 1952. Hydropsyche discreta ingår i släktet Hydropsyche och familjen ryssjenattsländor. Inga underarter finns listade i Catalogue of Life.